# Diphucephala ignota
Diphucephala ignota är en skalbaggsart som beskrevs av Macleay 1886. Diphucephala ignota ingår i släktet Diphucephala och familjen Melolonthidae. Inga underarter finns listade i Catalogue of Life.